# شهار
شهار (به عربی: شهار) یک منطقهٔ مسکونی در عربستان سعودی است که در استان عسیر واقع شده‌است. شهار ۲٬۰۰۰ نفر جمعیت دارد و ۴۲۰ متر بالاتر از سطح دریا واقع شده‌است.